# Französische Rugby-Union-Meisterschaft 1998/99
Die Saison 1998/99 war die 100. Austragung der französischen Rugby-Union-Meisterschaft (französisch Championnat de France de rugby à XV). Sie umfasste 24 Mannschaften in der ersten Division (heutige Top 14).
Die Meisterschaft mit einer Ausscheidungsrunde, in der je acht Mannschaften in drei Gruppen gegeneinander antraten. Die Erst- bis Fünftplatzierten sowie der beste Sechstplatzierte kamen in die aus vier Gruppen bestehende Qualifikationsrunde weiter. Jeweils die zwei Besten jeder Gruppe qualifizierten sich für das Viertelfinale. Auf das Halbfinale folgte schließlich das Endspiel, das am 29. Mai 1999 im Stade de France in Saint-Denis stattfand. Stade Toulousain errang den Bouclier de Brennus und wurde zum 15. Mal Meister. Finalgegner AS Montferrand hingegen verpasste zum siebten Mal den Finalsieg.
Die acht schlechtesten Mannschaften der Ausscheidungsrunde spielten in der Abstiegsrunde um den Erhalt in der ersten Division. Zwei Mannschaften mussten in die zweite Division absteigen, die AS Béziers und der RRC Nice.

## Ausscheidungsrunde
|    | Team                | Siege | Unent. | Ndlg. | Spiel- punkte | Diff. | Tabellen- punkte |
| -- | ------------------- | ----- | ------ | ----- | ------------- | ----- | ---------------- |
| 1. | Stade Français      | 10    | 0      | 4     | 525:267       | + 258 | 34               |
| 2. | Biarritz Olympique  | 9     | 0      | 5     | 390:270       | + 120 | 32               |
| 3. | RC Narbonne         | 9     | 0      | 5     | 400:292       | + 108 | 32               |
| 4. | Castres Olympique   | 9     | 0      | 5     | 339:267       | + 72  | 32               |
| 5. | RC Toulon           | 8     | 0      | 6     | 319:316       | + 3   | 30               |
| 6. | CS Bourgoin-Jallieu | 7     | 1      | 6     | 361:262       | + 99  | 29               |
| 7. | Stade Aurillacois   | 3     | 1      | 10    | 214:410       | − 196 | 21               |
| 8. | RC Nîmes            | 0     | 0      | 14    | 143:607       | − 464 | 14               |

|    | Team               | Siege | Unent. | Ndlg. | Spiel- punkte | Diff. | Tabellen- punkte |
| -- | ------------------ | ----- | ------ | ----- | ------------- | ----- | ---------------- |
| 1. | USA Perpignan      | 10    | 0      | 4     | 417:300       | + 117 | 34               |
| 2. | AS Montferrand     | 9     | 1      | 4     | 426:281       | + 145 | 33               |
| 3. | SU Agen            | 9     | 0      | 5     | 347:257       | + 90  | 32               |
| 4. | US Dax             | 7     | 1      | 6     | 340:332       | + 8   | 29               |
| 5. | CA Bordeaux-Bègles | 7     | 1      | 6     | 378:279       | + 99  | 29               |
| 6. | AS Béziers         | 7     | 0      | 7     | 305:323       | − 18  | 28               |
| 7. | FC Auch            | 4     | 0      | 10    | 318:363       | − 45  | 22               |
| 8. | RRC Nice           | 1     | 1      | 12    | 181:577       | − 396 | 17               |

Gruppe C
|    | Team                  | Siege | Unent. | Ndlg. | Spiel- punkte | Diff. | Tabellen- punkte |
| -- | --------------------- | ----- | ------ | ----- | ------------- | ----- | ---------------- |
| 1. | Stade Toulousain      | 12    | 0      | 2     | 466:174       | + 292 | 38               |
| 2. | CA Brive              | 11    | 0      | 3     | 406:213       | + 193 | 36               |
| 3. | Section Paloise       | 9     | 1      | 4     | 362:311       | + 51  | 33               |
| 4. | FC Grenoble           | 8     | 0      | 6     | 285:307       | − 22  | 30               |
| 5. | US Colomiers          | 6     | 0      | 8     | 267:295       | − 28  | 26               |
| 6. | CA Périgueux          | 4     | 1      | 9     | 212:323       | − 111 | 23               |
| 7. | Racing Club de France | 3     | 0      | 11    | 199:393       | − 194 | 20               |
| 8. | Stade Rochelais       | 2     | 0      | 12    | 187:368       | − 181 | 18               |

## Qualifikationsrunde
|    | Team                | Siege | Unent. | Ndlg. | Spiel- punkte | Diff. | Tabellen- punkte |
| -- | ------------------- | ----- | ------ | ----- | ------------- | ----- | ---------------- |
| 1. | Stade Toulousain    | 4     | 1      | 1     | 154:88        | + 66  | 15               |
| 2. | CS Bourgoin-Jallieu | 3     | 1      | 2     | 125:91        | + 34  | 13               |
| 3. | Biarritz Olympique  | 2     | 0      | 4     | 81:155        | − 74  | 10               |
| 4. | SU Agen             | 2     | 0      | 4     | 110:136       | − 26  | 10               |

|    | Team            | Siege | Unent. | Ndlg. | Spiel- punkte | Diff. | Tabellen- punkte |
| -- | --------------- | ----- | ------ | ----- | ------------- | ----- | ---------------- |
| 1. | US Colomiers    | 5     | 0      | 1     | 147:135       | + 12  | 16               |
| 2. | Stade Français  | 3     | 0      | 3     | 187:160       | + 27  | 12               |
| 3. | RC Narbonne     | 2     | 0      | 4     | 148:153       | − 5   | 10               |
| 4. | Section Paloise | 2     | 0      | 4     | 164:198       | − 34  | 10               |

|    | Team               | Siege | Unent. | Ndlg. | Spiel- punkte | Diff. | Tabellen- punkte |
| -- | ------------------ | ----- | ------ | ----- | ------------- | ----- | ---------------- |
| 1. | CA Bordeaux-Bègles | 4     | 0      | 2     | 148:156       | − 8   | 14               |
| 2. | Castres Olympique  | 4     | 0      | 2     | 176:144       | + 32  | 14               |
| 3. | USA Perpignan      | 3     | 0      | 3     | 145:116       | + 29  | 12               |
| 4. | US Dax             | 1     | 0      | 5     | 107:160       | − 53  | 8                |

|    | Team           | Siege | Unent. | Ndlg. | Spiel- punkte | Diff. | Tabellen- punkte |
| -- | -------------- | ----- | ------ | ----- | ------------- | ----- | ---------------- |
| 1. | AS Montferrand | 4     | 0      | 2     | 199:149       | + 50  | 14               |
| 2. | FC Grenoble    | 3     | 0      | 3     | 145:167       | − 22  | 12               |
| 3. | RC Toulon      | 3     | 0      | 3     | 141:148       | − 7   | 12               |
| 4. | CA Brive       | 2     | 0      | 4     | 178:199       | − 21  | 10               |

Grenoble und Toulon erreichten in der Gruppe 4 gleich viele Punkte. Grenoble qualifizierte sich aufgrund der geringeren Anzahl roter Karten während der Saison.

## Abstiegsrunde
|    | Team                  | Siege | Unent. | Ndlg. | Spiel- punkte | Diff. | Tabellen- punkte |
| -- | --------------------- | ----- | ------ | ----- | ------------- | ----- | ---------------- |
| 1. | FC Auch               | 4     | 0      | 2     | 125:88        | + 37  | 14               |
| 2. | Racing Club de France | 4     | 0      | 2     | 110:121       | − 11  | 14               |
| 3. | RC Nîmes              | 2     | 0      | 4     | 96:128        | − 32  | 10               |
| 4. | AS Béziers            | 2     | 0      | 4     | 133:127       | + 6   | 10               |

|    | Team              | Siege | Unent. | Ndlg. | Spiel- punkte | Diff. | Tabellen- punkte |
| -- | ----------------- | ----- | ------ | ----- | ------------- | ----- | ---------------- |
| 1. | Stade Aurillacois | 5     | 0      | 1     | 182:124       | + 58  | 15               |
| 2. | CA Périgueux      | 4     | 0      | 2     | 190:119       | + 71  | 11               |
| 3. | Stade Rochelais   | 3     | 0      | 3     | 175:128       | + 47  | 9                |
| 4. | RRC Nice          | 0     | 0      | 6     | 88:264        | − 176 | 5                |

## Finalphase

### Viertelfinale
| Datum        | Begegnung                                | Ergebnis |
| ------------ | ---------------------------------------- | -------- |
| 15. Mai 1999 | CA Bordeaux-Bègles – CS Bourgoin-Jallieu | 08:14    |
| 15. Mai 1999 | Stade Toulousain – Stade Français        | 51:19    |
| 16. Mai 1999 | AS Montferrand – Castres Olympique       | 36:31    |
| 16. Mai 1999 | US Colomiers – FC Grenoble               | 26:28    |

### Halbfinale
| Datum        | Begegnung                              | Ergebnis |
| ------------ | -------------------------------------- | -------- |
| 22. Mai 1999 | AS Montferrand – FC Grenoble           | 26:17    |
| 22. Mai 1999 | Stade Toulousain – CS Bourgoin-Jallieu | 26:17    |

### Finale
| 29. Mai 1999 | Stade Toulousain                                                                  | 15 : 11        | AS Montferrand                            | Stade de France, Saint-Denis Zuschauer: 78.000 Schiedsrichter: Gérard Borreani |
| 29. Mai 1999 | Versuche: Stensness, Desbrosse Erhöhungen: Marfaing (1) Straftritte: Marfaing (1) | (10:3) Bericht | Versuche: Nadau Straftritte: Merceron (2) | Stade de France, Saint-Denis Zuschauer: 78.000 Schiedsrichter: Gérard Borreani |

Aufstellungen
Stade Toulousain:

Startaufstellung: Christian Califano, Yannick Bru, Franck Tournaire, Fabien Pelous, Franck Belot, Didier Lacroix, Christian Labit, Sylvain Dispagne, Jérôme Cazalbou, Lee Stensness, Michel Marfaing, Émile Ntamack, Cédric Desbrosse, Xavier Garbajosa, Stéphane Ougier

Auswechselspieler: Hugues Miorin, Jean-Louis Jordana, Pierre Bondouy, Mathieu Lièvremont, Christophe Deylaud, Jérôme Fillol, Patrick Soula
AS Montferrand:

Startaufstellung: Emmanuel Menieu, Olivier Azam, Fabrice Heyer, David Barrier, Christophe Sarraute, Arnaud Costes, Jean-Marc Lhermet, David Courteix, Stéphane Castaignède, Gérald Merceron, David Bory, Tony Marsh, Jérôme Morante, Jimmy Marlu, Nicolas Nadau

Auswechselspieler: Christophe Larrue, Éric Nicol, Olivier Toulouze, Jérôme Bonvoisin, Olivier Merle, Patrick Laurent-Varange, Christophe Duchêne